# 厚叶贯众
厚叶贯众（学名：Cyrtomium pachyphyllum）为鳞毛蕨科贯众属下的一个种。

## 扩展阅读
- 維基物種上的相關：厚叶贯众